# إعادة تدوير كدارة الألومونيوم

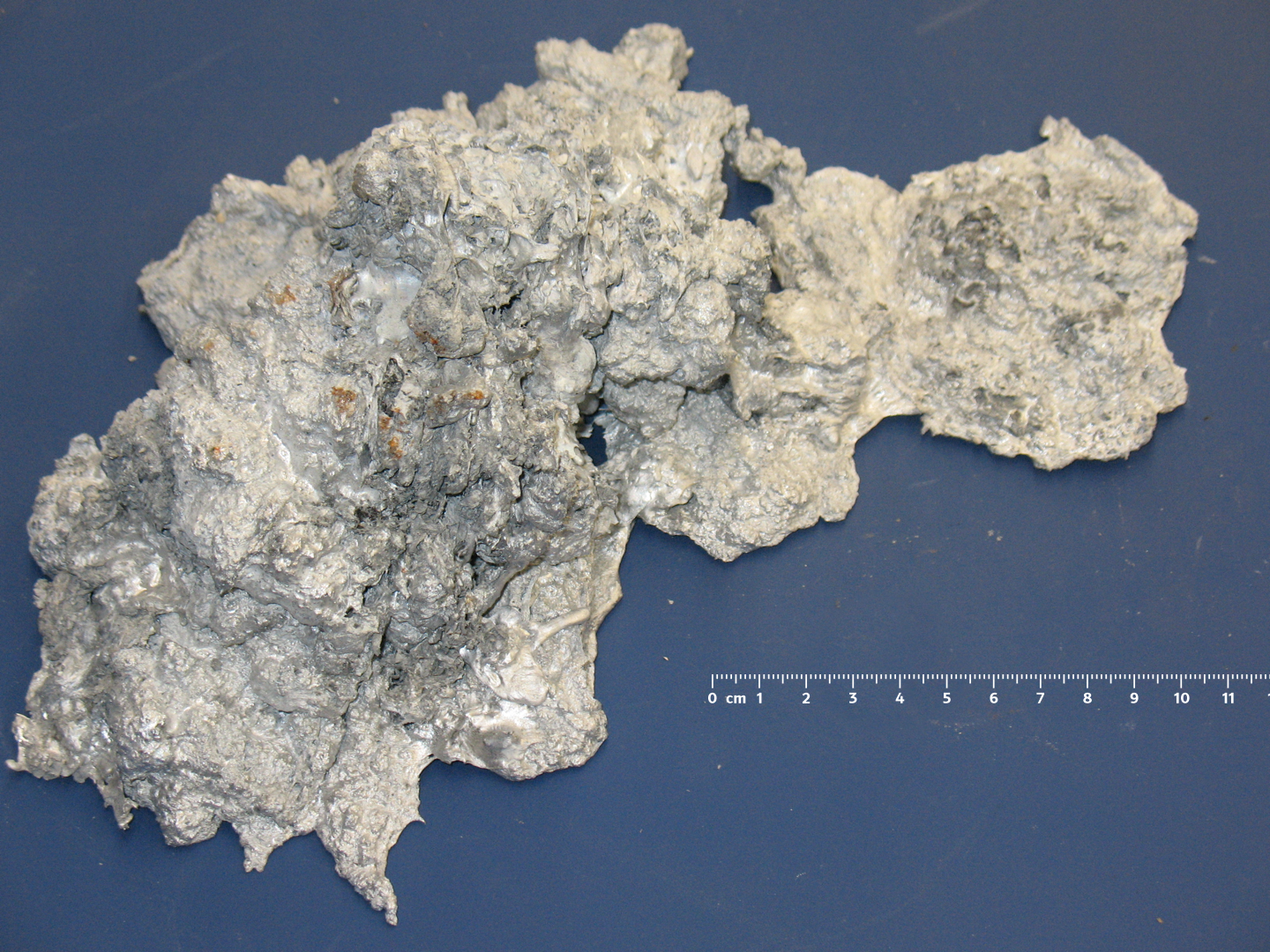

يمكن إعادة تدوير كُدارة الألومونيوم، وهي منتج ثانوي يخرج كأحد نواتج عملية صهر الألومنيوم، ميكانيكيًا لفصل معدن الألومونيوم المتبقي عن أكسيد الألومونيوم.

## عملية استخراج المعادن ميكانيكيًا
لا تستخدم عملية إعادة التدوير ميكانيكيًا أي مواد كيميائية سامة كتلك التي كانت مستخدمة سابقًا في استخراج مادة الألومونيوم عالية القيمة الموجودة في الكُدارة.
في نظام معالجة الكُدارة الساخنة، تتم استعادة معظم المعادن دون الحاجة إلى استخدام طاقة زائدة أو أي مواد إضافية. ويلزم أن يتم تجفيف الكُدارة أولًا ثم سحقها حتى يتم البدء في عملية إعادة التدوير ميكانيكيًا هذه. بعد ذلك، يتم فصل الكُدارة المستخرجة بدقة باستخدام وسائل ميكانيكية؛ تلك العملية التي يتم من خلالها استخلاص جزيئات المعدن الخالصة. وما يتبقى بعد هذه العملية هو معدن عالي الدرجة، يُعرف باسم أكسيد الألومونيوم. وبعد ذلك، تتم معالجة المعدن الذي يتم استخراجه أكثر فأكثر داخل أفران متخصصة لضمان حصول العميل على منتج يتميز بأعلى جودة ممكنة.

## الاستخراج الميكانيكي في مقابل الاستخراج الكيميائي
تعتبر إعادة تدوير كُدارة الألومونيوم ميكانيكيًا طريقة حساسة للبيئة، كما أنها غير سامة. وهذا يختلف تمامًا عن آلية استخراج معدن الألومونيوم من الكُدارة باستخدام مجموعة من المواد الكيميائية الخطيرة التي تخلف بقايا من «كعكة الملح (كبريتات الصوديوم)» المركزة شديدة السمية.

## مثال على منشأة لإعادة التدوير
محطة تشغيلية لإعادة تدوير كُدارة الألومونيوم (التغطية الإعلامية)http://www.youtube.com/watch?v=t_z8jlDgdCU

## كيف يمكن استغلال المادة المتبقية؟
يمكن صُنع مجموعة متنوعة من المنتجات من كُدارة الألومونيوم المتبقية بعد إعادة تدويرها إلى أكسيد الألومونيوم. راجع المزيد من المعلومات عن أكسيد الألومونيوم. ولأكسيد الألومونيوم مجموعة متنوعة من الاستخدامات الصناعية والتي من بينها استخدامه في الطلاء والصباغة والخرسانة والمتفجرات والسماد.

## إعادة تدوير الكُدارة أمر مختلف
تختلف عملية إعادة تدوير كُدارة الألومونيوم تمامًا عن إعادة تدوير الألومونيوم. فيُقصد بعملية إعادة تدوير الألومونيوم إعادة صهر المواد المصنوعة من معدن الألومونيوم الخالص (كانت تستخدم في السابق في شكل مختلف) إلى صبات الألومونيوم ثم يُعاد استخدامها في أشكال منتجات ألومونيوم جديدة. بينما يُقصد بإعادة تدوير كُدارة الألومونيوم إعادة تدوير الكُدارة، وهي منتج ثانوي يخرج كأحد نواتج عملية الصهر أثناء الحصول على الألومونيوم من البوكسيت، ميكانيكيًا مما يؤدي إلى فصل معدن الألومونيوم المتبقي عن ثاني أكسيد الألومونيوم.